# Jablance (Kostanjevica na Krki)
Jablance (Duits: Jablanitz) is een plaats in Slovenië en maakt deel uit van de gemeente Kostanjevica na Krki in de NUTS-3-regio Spodnjeposavska. De plaats telde 58 inwoners op 1 januari 2020.

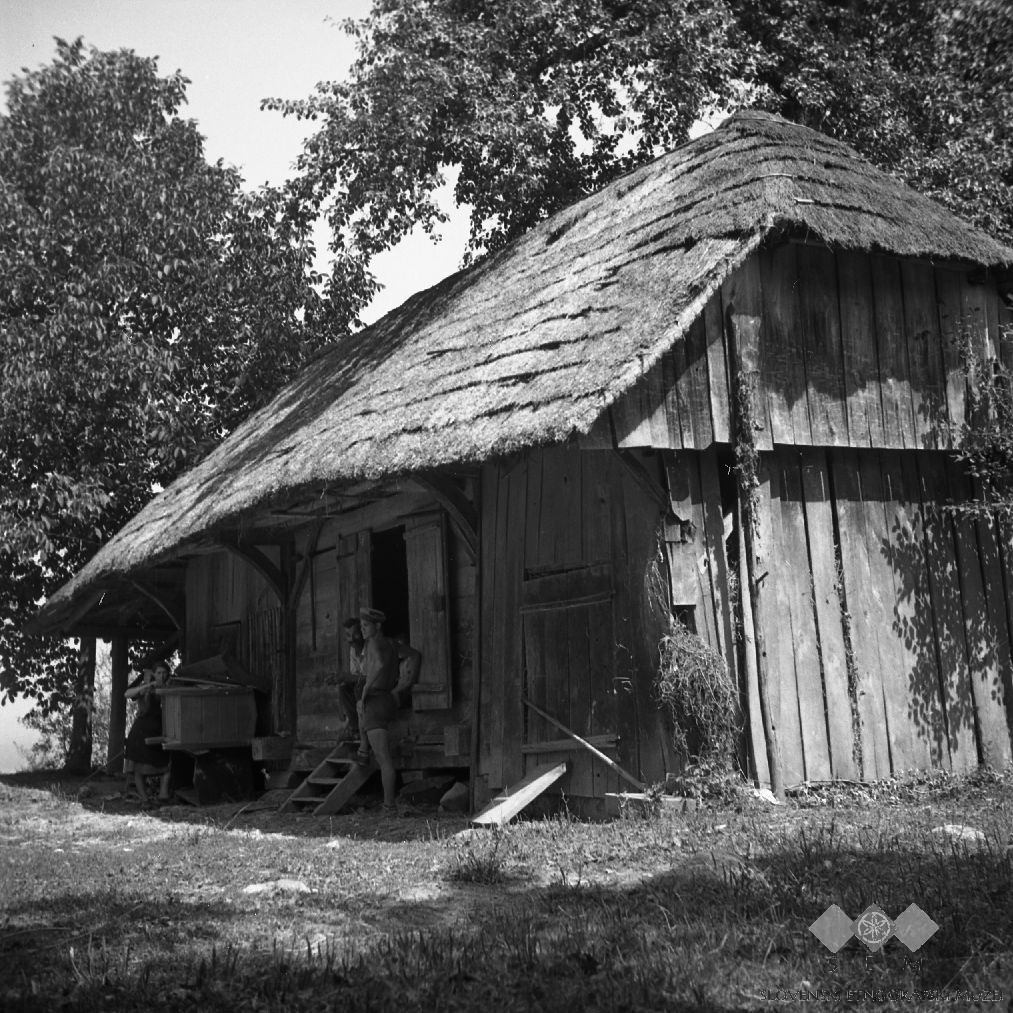
Oude schuur